# جيم أولسون
جيم أولسون (بالإنجليزية: Jim Olson)‏ هو مهندس معماري أمريكي، ولد في 1940.